# Mana (ミュージシャン)
Mana（マナ、 3月19日- ）は、日本のギタリスト、シンセシスト、音楽プロデューサー。現在活動停止中のヴィジュアル系バンドMALICE MIZER及び、現在自身が手がけるサウンド・プロジェクトMoi dix Moisのリーダー。愛称は「Mana様」。MALICE MIZERのメンバーからは「Manaちゃん」、Moi dix Moisのメンバーからは「ボス」と呼ばれる。
広島県出身。血液型O型。身長173cm。
エレガント・ゴシック・ロリータ（ゴシック・アンド・ロリータ）を愛好しており、教祖的存在とされる。このことが高じてファッション・ブランド「Moi-même-Moitié（モワ・メーム・モワティエ）」を立ち上げ、デザインおよびプロデュースを手がける。
音楽活動の他にゲーム雑誌「ゲームラボ」にてコラム「Mana様の郷愁なるGame inferno」を執筆・連載していたが、後述の通り現在は連載を終了した。

## 人物

### イメージ戦略
- 人形のように無表情で、本人は喋らないという設定のため、バンド・メンバーたちに耳打ちして通訳をさせたり、ジェスチャーで意思を伝える。ラジオ出演の時は、音の鳴る道具などを使って意思表示をしていた。ただし、雑誌のインタビューやTwitterなど、声を流さない場では話す。
- 性別にとらわれず、男装も女装も着こなす。MALICE MIZERで女形をしており、ドレス姿やゴスロリなどの衣装が多い。服装・ヘア・メイクにこだわりがあり、徹底している。彼の姿に憧れてコスプレをするファンも多数いる。
- イメージカラーはブルー■の事が多い。黒も好きで、自身のブランドであるモワティエも青や黒を基調とした商品が多い。また、緑も好き[3]
- ジーパンやスニーカーなどカジュアルなファッション・アイテムは持っておらず、自宅の近くにあるコンビニエンスストアに行く時にさえ、ゴシック・ファッションに身を包み出かける。本人曰く「この方が落ち着く」。
- 耽美で中性的なイメージだが、学生時代にパンク・ファッションを好んで髪型をモヒカンにしていたことがある。[4]

### 音楽性
- 広島県出身で、父親は高校の音楽教師。幼少の頃からクラシック音楽・ミサ曲・キリスト教音楽に慣れ親しみ、大阪の専門学校時代にはクラスの人気者になる。後のバンド活動でもクラシック音楽とロックを融合させた楽曲を発表する。また彼の作曲した曲でよくチェンバロやパイプオルガン等の楽器の音色が使われる。それらを複雑な打ち込み無しで出す為にギターシンセサイザーをメインで使用している[5]。広島へは必ずと言ってよいほど年末年始には帰省している。
- バンドからは活動開始初期のモトリー・クルーに衝撃的な影響を受けた[6]。
- 楽曲制作の際には、普通のギタリストが行う「コード進行をつなげて、このパートはこの音色でいく様にアレンジする」作曲法ではなく、「Manaの頭の中に立体的な物語が浮かんで、それを音にしていき、一緒にバンドを組んでいるメンバーのイメージも付け加えていく」という形で作曲している。その影響でミュージック・ビデオを作る際にも、3次元的な映像に入り込んでいくように作って行き、ビデオの監督のイメージも尊重している[7]。そもそも売れるためのコード進行はあまり意識して考えたことはなく、音楽理論も全く習ったことがない。耳で感じた音を鍵盤で拾いながら、譜面を書かずに感覚のみで作曲するため、周囲からは「とんでもない展開になっている」とよく驚かれる[8]。
- 普通のロックバンドでは取り扱われないボサノヴァ、フレンチ・ポップス等を取り入れたりする[8]。
- 音色を作る時には「美しく、切なく、華麗で、優美な音」を探し求める様にしている[8]。

### 本人について
- 中学生の頃はジャニーズを目指してダンスやバク転、バク宙をしていた。[9]
- 高校生の頃はハンドボール部に所属していた。現在でもライブ中に客席に向かってボールなどを投げ込む演出を行うことがあるが、物凄いスピードかつ正確なコントロールなのはこのハンドボール部での経験が生きている。[9]
- 料理が得意で、たびたびメンバーにも手料理を振る舞い、好評を得ている。[10]
- 好きな食べ物はカレー。「カレーのマナ様」と言われるほどカレーに並々ならぬこだわりを持っている。また、彼のTwitterにも良くカレーの話が登場している。[10]
- 子供の頃にスヌーピーの布団で寝ていたので愛着があるため、好きなキャラクターはスヌーピー。 [11]
- テレビゲームが好きで特にレースゲームを好むが、本人曰く「レース本編よりCGで再現された町並みを見ながらのんびりと遊ぶのが好き」と語る。愛読している雑誌は週刊ファミ通。
- ゲームハードに関しても並々ならぬコレクター。フェイバリットハードはかつてアメリカの3DO社から販売された3DOで、「パルテノン神殿的な美しき造形美」とまで言わしめている。2011年1月にゲーム雑誌「ゲームラボ」がヴィジュアル系特集を企画した際に行われたインタビューで、Manaは前述の3DOについて記事内で語ったが、後に物足りないと考え自身のブログに3DOに関する追加記事を書いた。すると、後にそのブログ記事を読んだゲームラボ編集部よりコラムのオファーが届き、ゲームラボにて連載中のコラム「Mana様の郷愁なるGame inferno」の執筆を開始することとなった（担当編集者退職のため現在は連載終了）。
- ホラー好きでありホラー映画のビデオやDVDを多数コレクションしている。ホラー系のテレビ番組も好き。また、本人も何度か金縛りにあってる。[12]
- 「飛行機に乗るのは嫌いなのに飛行機自体は大好き」と語るほどの飛行機マニアでもある。ボーイング787とエアバスA380がお気に入り。[13][14]
- 雑誌の、お嫁さんにしたいランキングで、女性芸能人の中に混じって男性でただ一人ランクインしたことがある。マリスのメンバーからは「料理が上手いし、いいお嫁さんになるかも」と評された。
- 1999年の第4回ネイルクィーン特別賞を受賞した。[15]
- 2019年8月、コラボレーションモデルとして本人を模したスーパードルフィー（人形）が数量限定抽選販売される。[16]

## 略歴
- 1992年8月 - アルバイト先で知り合ったKöziとMALICE MIZERを結成。
- 1994年12月 - ボーカルTETSUが脱退し、暫く活動停止となる。
- 1995年7月 - 新ボーカルとしてGacktが加入。ライヴ活動を再開。
- 1997年 - 日本コロムビアと契約しギタリストとしてメジャー・デビュー
- 1999年1月 - ボーカルGackt脱退。それ以外のメンバー4人での活動を始める。
- 1999年6月 - ドラムのkamiが急逝。
- 1999年10月 - ゴシックファッション・ブランド「Moi-même-Moitié（モワ・メーム・モワティエ）」を立ち上げる。
- 2000年9月 - Klahaがボーカルとして加入。
- 2001年12月31日 - MALICE MIZER 活動停止
- 2002年3月19日 - Manaの誕生日にMoi dix Moisとして活動スタート。また同年、ヴィジュアル系エレクトロニカユニット、Schwarz Steinをプロデュース。
- 2008年5月 - デフスター所属アーティスト、分島花音のデビュー・シングルのプロデュース、作曲、編曲を担当する。